# Superlliga de futbol de Kosovo
La Raiffeisen Superliga e Futbollit të Kosovës (Superlliga Raiffeisen de futbol de Kosovo, en català) és la primera divisió de la lliga de futbol de Kosovo. La divisió es va crear el 1945, canviant el nom en diverses ocasions. La Raiffeisen Superlliga és organitzada per la Federació de Futbol de Kosovo, i actualment està composta per 12 equips. Cada club juga tres vegades contra els altres rivals per temporada, en un calendari de 33 jornades. Al finalitzar, els darrers tres equips de la classificació descendeixen a segona divisió, la Liga e Parë.
La Raiffeisen Superlliga no va ser reconeguda per la FIFA o la UEFA fins que Kosovo va ser admesa a les dues organitzacions, el 3 de maig de 2016.

## Equips (2016–17)
| Equip         | Ciutat    | Estadi                        |
| ------------- | --------- | ----------------------------- |
| KF Besa       | Pejë      | Estadi Shahin Haxhiislami     |
| KF Ferizaj    | Ferizaj   | Estadi Ismet Shabani          |
| KF Feronikeli | Drenas    | Estadi Rexhep Rexhepi         |
| KF Gjilani    | Gjilan    | Estadi ciutat de Gjilan       |
| KF Hajvalia   | Pristina  | Estadi Hajvalia               |
| KF Liria      | Prizren   | Estadi Përparim Thaçi         |
| KF Llapi      | Podujevë  | Estadi Zahir Pajaziti         |
| KF Prishtina  | Pristina  | Estadi de la Ciutat           |
| KF Trepça'89  | Mitrovicë | Estadi Riza Lushta            |
| KF Trepça     | Mitrovicë | Estadi olímpic d'Adem Jashari |
| KF Drenica    | Skenderaj | Estadi Bajram Aliu            |
| KF Drita      | Gjilan    | Estadi ciutat de Gjilan       |

Font:

## Historial
Llistat de campions des del 1945.

### Subdivisió de la lliga iugoslava
- 1945: KF Jedinstvo Pristina
- 1946: KF Jedinstvo Pristina
- 1947: KF Trepça Mitrovicë
- 1947-48: KF Proletari (Prishtina) Pristina
- 1948-49: KF Trepça Mitrovicë
- 1950: KF Trepça Mitrovicë
- 1951: KF Kosova (Prishtina) Pristina
- 1952: KF Trepça Kosovska Mitrovica
- 1953: no disputada per canvis al sistema de la lliga
- 1953-54: KF Kosova (Prishtina) Pristina
- 1954-55: KF Trepça Mitrovicë
- 1955-56: KF Rudari Stari Trg
- 1956-57: KF Rudniku Hajvalia
- 1957-58: KF Rudari Stari Trg
- 1958-59: FC Prishtina Prishtina
- 1959-60: KF Rudari Stari Trg
- 1960-61: KF Pristina Pristina
- 1961-62: KF Buduqnosti (Besa) Peć
- 1962-63: KF Drita Gnjilane
- 1963-64: KF Slloga Lipjan
- 1964-65: KF Slloga Lipjan
- 1965-66: KF Buduqnosti (Besa) Peć
- 1966-67: KF Obiliqi Obilić
- 1967-68: KF Vëllaznimi Gjakova
- 1968-69: KF Vëllaznimi Gjakova
- 1969-70: KF Vëllaznimi Gjakova
- 1970-71: KF Vëllaznimi Gjakova
- 1971-72: KF Obiliqi Obilić
- 1972-73: KF Fushë Kosova Kosovo Polje
- 1973-74: KF Vëllaznimi Gjakova
- 1974-75: KF Liria Prizren
- 1975-76: RHMK Kosovo Obilić
- 1976-77: FC Pristina Pristina'
- 1977-78: KF Buduqnosti (Besa) Peć
- 1978-79: FC Prishtina Pristina
- 1979-80: KF Vëllaznimi Gjakova
- 1980-81: KF Liria Prizren
- 1981-82: KF Vëllaznimi Gjakova
- 1982-83: KF KNI Ramiz Sadiku Pristina
- 1983-84: KF Liria Prizren
- 1984-85: KF Crvena Zvezda Gnjilane Gnjilane
- 1985-86: KF Vëllaznimi 'Gjakova
- 1986-87: KF Liria Prizren
- 1987-88: KF Crvena Zvezda Gnjilane Gnjilane
- 1988-89: KF Buduqnosti (Besa) Peć
- 1989-90: KF Vëllaznimi Gjakova
- 1990-91: KF Fushë Kosova

### Lliga independent de Kosovo
- 1991-92:  FC Prishtina (1)
- 1992-93:  KF Trepça (1)
- 1993-94:  KF Dukagjini Klina (1)
- 1994-95:  KF Liria (1)
- 1995-96:  FC Prishtina (2)
- 1996-97:  FC Prishtina (3)
- 1997-98: torneig abandonat per la guerra de Kosovo
- 1998-99: torneig no disputat per la guerra de Kosovo

### Restabliment després de la intervenció de l'ONU
- 1999-00:  FC Prishtina (4)
- 2000-01:  FC Prishtina (5)
- 2001-02:  KF Besiana (1)
- 2002-03:  KF Drita (1)
- 2003-04:  FC Prishtina (6)
- 2004-05:  KF Besa (1)
- 2005-06:  KF Besa (2)
- 2006-07:  KF Besa (3)

### Després de la declaració d'independència de Kosovo
- 2007-08:  KF Prishtina (7)
- 2008-09:  KF Prishtina (8)
- 2009-10:  KF Trepça (2)
- 2010-11:  KF Hysi (1)
- 2011-12:  FC Prishtina (9)
- 2012-13:  FC Prishtina (10)
- 2013-14:  KF Kosova Vushtrri (1)
- 2014-15:  KF Feronikeli (1)
- 2015-16:  KF Feronikeli (2)
- 2016-17:  KF Trepça'89 (1)
- 2017-18:  KF Drita (2)
- 2018-19:  KF Feronikeli (3)
- 2019-20:  KF Drita (3)
- 2020-21:  KF Prishtina (11)
- 2021-22:  KF Ballkani (1)
- 2022-23:  KF Ballkani (2)
- 2023-24:  KF Ballkani (3)
- 2024-25:  KF Drita (4)

## Palmarès
Els títols es compten des que la lliga independent de Kosovo es va convertir en la primera divisió del sistema de lligues del país.
| Equip              | Guanyadors | Temporades                                                                                        |
| ------------------ | ---------- | ------------------------------------------------------------------------------------------------- |
| FC Prishtina       | 11         | 1991-92, 1995-96, 1996-97, 1999-00, 2000-01, 2003-04, 2007-08, 2008-09, 2011-12, 2012-13, 2020-21 |
| KF Drita           | 4          | 2002-03, 2017-18, 2019-20, 2024-25                                                                |
| KF Besa            | 3          | 2004-05, 2005-06, 2006-07                                                                         |
| KF Feronikeli      | 3          | 2014-15, 2015-16, 2018-19                                                                         |
| KF Ballkani        | 3          | 2021-22, 2022-23, 2023-24                                                                         |
| KF Trepça          | 2          | 1992-93, 2009-10                                                                                  |
| KF Dukagjini       | 1          | 1993-94                                                                                           |
| KF Liria           | 1          | 1994-95                                                                                           |
| KF Besiana         | 1          | 2001-02                                                                                           |
| KF Hysi            | 1          | 2010-11                                                                                           |
| KF Kosova Vushtrri | 1          | 2013-14                                                                                           |
| KF Trepça'89       | 1          | 2016-17                                                                                           |